# John Buscema
Giovanni Natale Buscema (11 de diciembre de 1927-10 de enero de 2002), más conocido como John Buscema, fue un historietista estadounidense y uno de los mayores exponentes de la editorial Marvel Comics entre 1960 y 1980 contribuyendo a que el género se convirtiera en un icono de la cultura pop. Su hermano menor, Sal Buscema, es también dibujante de historietas.
John Buscema es conocido por su participación en las series de Los Vengadores, Silver Surfer y por más de doscientas aventuras de espada y brujería de Conan el Bárbaro. Además, dibujó al menos un número de casi todos los personajes importantes de Marvel, permaneciendo por muchos números en Los 4 Fantásticos y Thor. 
Fue incluido en el Salón de la fama de los Premios Eisner en 2002.

## Biografía

### Juventud
John Buscema nació en Brooklyn, Nueva York y a muy temprana edad mostró interés en dibujar, copiando tiras de prensa de Popeye. En su adolescencia desarrolló interés tanto en los cómic de superhéroes como en los clásicos de aventuras como Tarzán, el Príncipe Valiente, Flash Gordon y Terry and the Pirates. También mostró interés en los ilustradores de la época como Newell Convers Wyeth, Norman Rockwell, Dean Cornwell, Coby Whitmore, Albert Dorne, y Robert Fawcett, y los artistas del renacimiento italiano. Debido a que sus padres eran nativos de la pequeña ciudad de Pozzallo en la provincia de Ragusa, Sicilia, John Buscema tenía cercanía con Italia.
Se graduó en el instituto High School of Music and Art de Manhattan. Además recibió clases en el Instituto Pratt y de anatomía en el Museo Brooklyn. Mientras entrenaba como boxeador, comenzó a pintar retratos de otros boxeadores y vendió algunas historietas al periódico The Hobo News, un periódico para temporeros. Comenzó a buscar trabajo como ilustrador a la vez que trabajaba, pero consiguió empleo en el mundo del cómic en 1948 junto al jefe de redacción y director artístico de Timely Comics, predecesora de Marvel Comics, Stan Lee.
Su primer trabajo reconocido fue una historia de siete páginas llamada «Crime: Kidnapping! - Victim: Abraham Lincoln!» en el número 4 de Crime Fighters de Timely en noviembre de 1948. También contribuyó en otras colecciones más realistas como True Adventures, Man Comics, Cowboy Romances, Two-Gun Western, Lorna the Jungle Queen y Strange Tales. Además de estas series estuvo durante un año y medio más dibujando y entintando una gran variedad de historias de distintos géneros, como policiaca y romántica.

### Los años 1950
John Buscema sirvió en el ejército de los Estados Unidos en 1951 antes de ser licenciado debido a una úlcera péptica. Continuó trabajando como freelance tanto para Timely, que había pasado a llamarse Atlas Comics, como para Ace Comics, Hillman Periodicals, Quality Comics, St. John Publications y Ziff-Davis.
El trabajo de John Buscema hacia mediados de los años 50 incluía historietas de Roy Rogers y otras como Ramar of the Jungley Nature Boy, el primer superhéroe de John Buscema creado junto con el creador de Superman, Jerry Siegel.
En los años siguientes participó en varias adaptaciones de wésterns y péplums como The Sharkfighters (1956), Hércules (1958), Los vikingos (1958), Simbad y la princesa (The 7th Voyage of Sinbad, 1958, destacada por John Buscema como «uno de los mejores trabajos que he realizado»,) y Espartaco (1960).
También dibujó al menos un número del personaje de radio y televisión llamado The Cisco Kid en 1957, así como también en biografías de todos los presidentes de los Estados Unidos hasta Dwight D. Eisenhower para el especial Life Stories of American Presidents.
Hacia finales de 1950 hubo un descenso en la producción de la industria del cómic, mientras el cual dibujó historias de misterio, fantasía y ciencia ficción para Atlas Comics, estas son, Tales to Astonish, Tales of Suspense y Strange Worlds, así como para American Comics Group las historias Adventures into the Unknown y Forbidden Worlds antes de dejar los cómics por la ilustración.

### Los años 1960
John Buscema pasó aproximadamente ocho años en el mundo de la ilustración, trabajando como freelance para la agencia Chaite siendo responsable entre otras cosas del anuncio para la película Operación Trueno[cita requerida] y en el estudio Triad trabajando en distintas tareas, ilustraciones, guiones gráficos y cubiertas. John Buscema definió este período como «muy enriquecedor para el desarrollo de mis propias técnicas».
Volvió a los cómic en 1966 como dibujante regular de Marvel Comics, y empezó dibujando sobre los bocetos de Jack Kirby en Nick Fury: Agent of S.H.I.E.L.D. en el número 150 de Strange Tales, seguidos de tres números de Hulk en Tales to Astonish. después se convirtió en el dibujante regular de Los Vengadores a partir del número 41, serie que se fue uno de sus trabajos más destacados, sobre todo los números 49 y 50 donde entintaba a personajes como Hércules, de los cuales se dijo que «eran dos de los mejores (números) de la época».

Para adaptarse al estilo de los cómics de Marvel, John Buscema:
[...] sintetizó la esencia de (Jack) Kirby: sobresalientes personajes, perspectivas exageradas, estructuras monolíticas, explosiones de fuerza y paisajes mitológicos, en una fórmula que instantáneamente convirtió en una de sus espléndidas habilidades. Este proceso dio vida al trabajo de John Buscema como nunca antes la había tenido. Personajes anatómicamente equilibrados de proporciones hercúleas acechaban, irrumpían, se extendían y atacaban a lo alto y ancho del universo Marvel como nadie había conseguido que lo hicieran antes.
John Buscema dibujaba una media de dos cómics al mes en colaboración con entintadores como George Klein, Frank Giacoia, Dan Adkins, Joe Sinnott, su hermano menor Sal Buscema, Tom Palmer y ocasionalmente el jefe de producción de Marvel John Verpoorten.
Entre todos los trabajos de John Buscema en este periodo, que tanto los fanes como los críticos conocen como la edad de plata de las historietas, destacan los números del 41 al 62 de Los Vengadores en el que se introduce el personaje de Visión, los primeros ocho números de Namor, los números 72-73, 76-81 y 84-85 de The Amazing Spider-Man, haciendo bocetos posteriormente acabados por John Romita Sr. y Jim Mooney, y dos números que entintó sobre los lápices de Romita, y un nuevo título Silver Surfer. Este nuevo cómic trataba las filosóficas historias de un extraterrestre que a la manera de Cristo deambulaba por el mundo tratando de entender a la vez tanto el salvajismo como la divinidad de lo humano, era uno de los cómics favoritos del redactor jefe Stan Lee, que ejerció de guionista. John Buscema dibujó diecisiete de los dieciocho números, los primeros siete en tamaño grande a 25¢ cuando los cómics típicamente costaban 12¢. El antiguo redactor jefe Roy Thomas dijo que John Buscema consideraba el número 4 de julio de 1969 de Silver Surfer, que mostraba una batalla entre Silver Surfer y Thor, «como el punto culminante de su trabajo en Marvel».
Hacia el final de la década, John Buscema dibujó algunos números de relleno de otros superhéroes y volvió a géneros que le eran familiares en la década de 1950, con una serie de números de misterio sobrenatural (Chamber of Darkness y Tower of Shadows), historias románticas (My Love y Our Love). Después volvió durante once números a Los Vengadores entintado por Tom Palmer.

### Los años 1970
Con la salida de Jack Kirby de Marvel en 1970, John Buscema le sucedió en dos series: Los 4 Fantásticos (dibujando los números del 107 al 141, después le siguió John Romita Sr.) y Thor desde el número 182 al 259. Fue entintado por Joe Sinnott en el primero y de manera indistinta por Joe Sinnott, John Verpoorten, Vince Colletta y Tony De Zúñiga en el segundo.
John Buscema empezó a dibujar Conan el Bárbaro en el número 25 en abril de 1973 después del exitoso periodo de Barry Windsor-Smith, y en el primer número de la revista Savage Sword of Conan en agosto de 1974. Al final terminaría dibujando más de cien números en cada una de las series, en Conan el Bárbaro llegaría hasta el número 190 y en Savage Sword of Conan hasta el 101 y posteriormente desde el 190 al 210, convirtiéndose en uno de los trabajos más prolíficos de un único artista en un único personaje.
También dibujó la serie Black Widow en Amazing Adventures en 1970 y los cómics Nova en 1976 y Ms. Marvel en 1977. Además de su trabajo mensual dibujaría cubiertas y números de rellenos en títulos como el Captain America, Captain Britannia, Daredevil, Frankenstein, Howard the Duck, Shang-Chi, Red Sonja y Adam Warlock. También dibujó una historia para la antología de ciencia ficción Worlds Unknown.
John Buscema contribuyó también a las revistas en blanco y negro de Marvel, dibujando a personajes como Ka-Zar en el número 1 de mayo de 1971 de Savage Tales, Ulysses Bloodstone en el número 1 en enero de 1977 de Rampaging Hulk y los números 1 y 3 de Doc Savage en agosto de 1975 y enero de 1976. En otros encargos de otras revistas trabajó tanto en el género de terror (Dracula Lives!, Monsters Unleashed o Tales of the Zombie) como de humor (Crazy o Pizzaz).
Hacia mediados de los 1970, comenzó a realizar únicamente bocetos sin sombras ni texturas. Durante diez años haría los bocetos para tres o cuatro números al mes. 
John Buscema participó en el lanzamiento de la versión de Marvel de Tarzan en 1977, además de este producto licenciado, realizó la adaptación en setenta y dos páginas de El mago de Oz con entintado de DeZuniga. Realizó también para la compañía Power Records, que producía libro-discos para niños, Star Trek y Conan el Bárbaro. Además contribuyó con dibujos para la revista oficial de la NFL, llamada Pro, y algunos capítulos del primer número de Marvel Comics Super Special Magazine en 1977 dibujando al grupo de rock Kiss.
En 1978 a través de la pequeña editorial de Sal Quartuccio se lanzó el libro The Art of John Buscema, una retrospectiva que incluía entrevistas, bocetos no publicados, dibujos y una cubierta que se vendía también como un póster.
John Buscema cerró la década dibujando tres números de fantasía heroica de Warriors of the Shadow Realm en la revista Marvel Comics Super Special en 1979 con guiones de Doug Moench. Pacific Comics lanzó un portafolio de seis láminas firmadas sobre esta historia.

#### Enseñanza
A mediados de los 1970, John Buscema abrió la academia John Buscema Art School, que se anunciaba en distintos títulos de Marvel. Stan Lee participó dando algunas charlas como invitado. Algunos de los artistas que se graduaron en la academia fueron Bob Hall y Bruce Patterson que se dedicaron profesionalmente al cómic.
John Buscema también colaboró con Stan Lee en el libro How to Draw Comics the Marvel Way (de la editorial Marvel Fireside Books en 1978), una especie de manual sobre cómo dibujar cómics que aún está a la venta.

### Los años 1980
En los años 1980 John Buscema abandonó el trabajo con los superhéroes para encabezar las tres series de Marvel basadas en Conan. La popularidad del personaje era tal que provocó el lanzamiento de la película Conan el Bárbaro en 1982; John Buscema dibujó y entintó la adaptación de la película en formato de cómic de cuarenta y ocho páginas.
También abordó otros atrayentes proyectos como el segundo encuentro entre Superman y Spider-Man en 1981, una historia de Silver Surfer para el número 1 de Epic Illustrated, una historia del Rey Arturo para Marvel Preview, una adaptación de la película Raiders of the Lost Arky la biografía de Francisco de Asís.
Dejó King Conan en 1982 después de nuevo números aunque permaneció en la franquicia para hacer el revival de Kull de Atlantis durante diez números, posteriormente dejó The Savage Sword of Conan en 1984 después de realizar el argumento para varios números. Tras dibujar la adaptación de la película Conan el Destructor en 1984 y la novela gráfica Conan of the Isles en 1987, dejó Conan el Bárbaro, cerrando una etapa de catorce años con el personaje.
Tiempo más tarde, tras casi cinco años alejado de los superhéroes, excepto por los primeros dos números de la serie mutante Magik, volvió a terreno conocido como dibujante de Los Vengadores desde el número 255 hasta el 300, desde mayo de 1985 a febrero de 1989. También fue el dibujante regular de Los 4 Fantásticos en el número 300 y desde el 296 al 309 desde noviembre de 1986 a diciembre de 1987. Además, también realizó los tres números de la adaptación de la película Labyrinth y los cuatro números de la miniserie Mefisto en 1987, personaje que había creado junto con Stan Lee en Silver Surfer.
John Buscema volvió a hacer equipo con Stan Lee en la novela gráfica Silver Surfer: Judgment Day, entintándose a sí mismo y dibujada enteramente con viñetas que ocupaban toda la página. Junto con el entintador Klaus Janson dibujó a Wolverine en la serie bisemanal Marvel Comics Presents números 1 al 10 desde septiembre de 1988 hasta enero de 1989 y entintándose a sí mismo en los números 38 a 47 desde diciembre de 1989 hasta abril de 1990. También dibujó la primera serie regular de Wolverine, entintada por Al Williamson hasta el número 6 (noviembre de 1988-abril de 1990), entintándose a sí mismo en los números 7 y 8 en 1989 y entintando por Bill Sienkiewicz en los números 10 al 14 en 1989.

### Los años 1990
John Buscema comenzó su sexta década en este campo haciendo equipo con Roy Thomas para retornar a The Savage Sword of Conan en el número 191 en noviembre de 1991 durante veinte números. Ese mismo año apareció en el mercado la novela gráfica Conan the Rogue, guionizada, dibujada, entintada y coloreada por él mismo durante un periodo de siete años durante su tiempo libre. Dejó la serie de Wolverine, no sin antes haber dibujado y entintado la novela gráfica Wolverine: Bloody Choices en noviembre de 1993.
John Buscema volvió al género policiaco con Punisher: War Zone desde el número 23 al 30 en 1994. También dibujó y entintó la novela gráfica A Man Named Frank una historia de Punisher ambientada en un universo paralelo en la época del western. También dibujó las partes en las que salía Punisher en el team-up de 1994 The Punisher Meets Archie. Nunca más volvería a trabajar en una serie regular después de Punisher, dibujó y entintó el anual de 1994 de Los Vengadores y cinco aventuras más en blanco y negro de Conan siendo el último artista de la franquicia de Marvel de The Savage Sword of Conan en el número 235 en julio de 1995 y del spin-off Conan the Savage en 1996. También hizo trabajos de relleno en la miniserie Cosmic Powers Unlimited, Doctor Doom 2099, Los 4 Fantásticos 2099, Thor, Los 4 Fantásticos, Silver Surfer y el especial Silver Surfer/Rune.
A la edad de 68 años, en 1996, hizo un semiretiro para dibujar y entintar una historia en blanco y negro titulada Shadows and Light en 1998 y haría su última incursión con el personaje de Conan en la miniserie de tres episodios en 1999 Death Covered in Gold. También dibujó y entintó el anual de 1999 de The Amazing Spider-Man y dibujó cinco de los seis números de la miniserie de Galactus y un relleno para Thor.
John Buscema trabajó por primera vez para DC Comics en el año 2000, inicialmente dibujando y entintando una historia corta de Batman, Batman: Gotham Knights número 7. Después volvió a formar equipo con Stan Lee en 2001 en el especial Just Imagine Stan Lee and John Buscema Creating Superman. Además ayudó a producir The John Buscema Sketchbook de la editorial Vanguard Production en 2001. 
Terminó los lápices de la historia Superman: Blood of my Ancestors, trabajo que había sido empezado por Gil Kane pero que había muerto antes de acabarlo. Después de firmar para cinco números de una miniserie con Roy Thomas titulada JLA: Barbarians, tras acabar el primer número fue diagnosticado con cáncer de estómago y murió a la edad de setenta y cuatro años. Su último trabajo fue una litografía de 28 x 43 cm de su trabajo en Los Vengadores de finales de los 60 pintado en acuarela por Alex Ross para la editorial Dynamic Forces.

## Familia
John Buscema vivía en Port Jefferson, Nueva York, en Long Island en la época de su muerte. Estuvo casado con Dolores Buscema, con quien tuvo un hijo, John Jr., y una hija, Dianne. Su nieta Stephanie Buscema es una ilustradora e historietista freelance, que comenzó como entintadora para su abuelo.